# ویرجینیا گری
 ویرجینیا گری (انگلیسی: Virginia Grey؛ ۲۲ مارس ۱۹۱۷ – ۳۱ ژوئیهٔ ۲۰۰۴) یک هنرپیشه اهل ایالات متحده آمریکا بود. وی بین سال‌های ۱۹۲۷ تا ۱۹۷۷ میلادی فعالیت می‌کرد.

## فیلم‌شناسی
از فیلم‌ها یا برنامه‌های تلویزیونی که وی در آن نقش داشته است می‌توان به یه مرد لاغر دیگه، تمام آنچه بهشت اجازه می‌دهد اشاره کرد.